# Venkovský dům čp. 79 (Kosičky)
Venkovský dům čp. 79 je chalupa v obci Kosičky, zřejmě z poloviny 19. století, která byla v roce 2004 Ministerstvem kultury České republiky prohlášena kulturní památkou Československé republiky.

## Popis

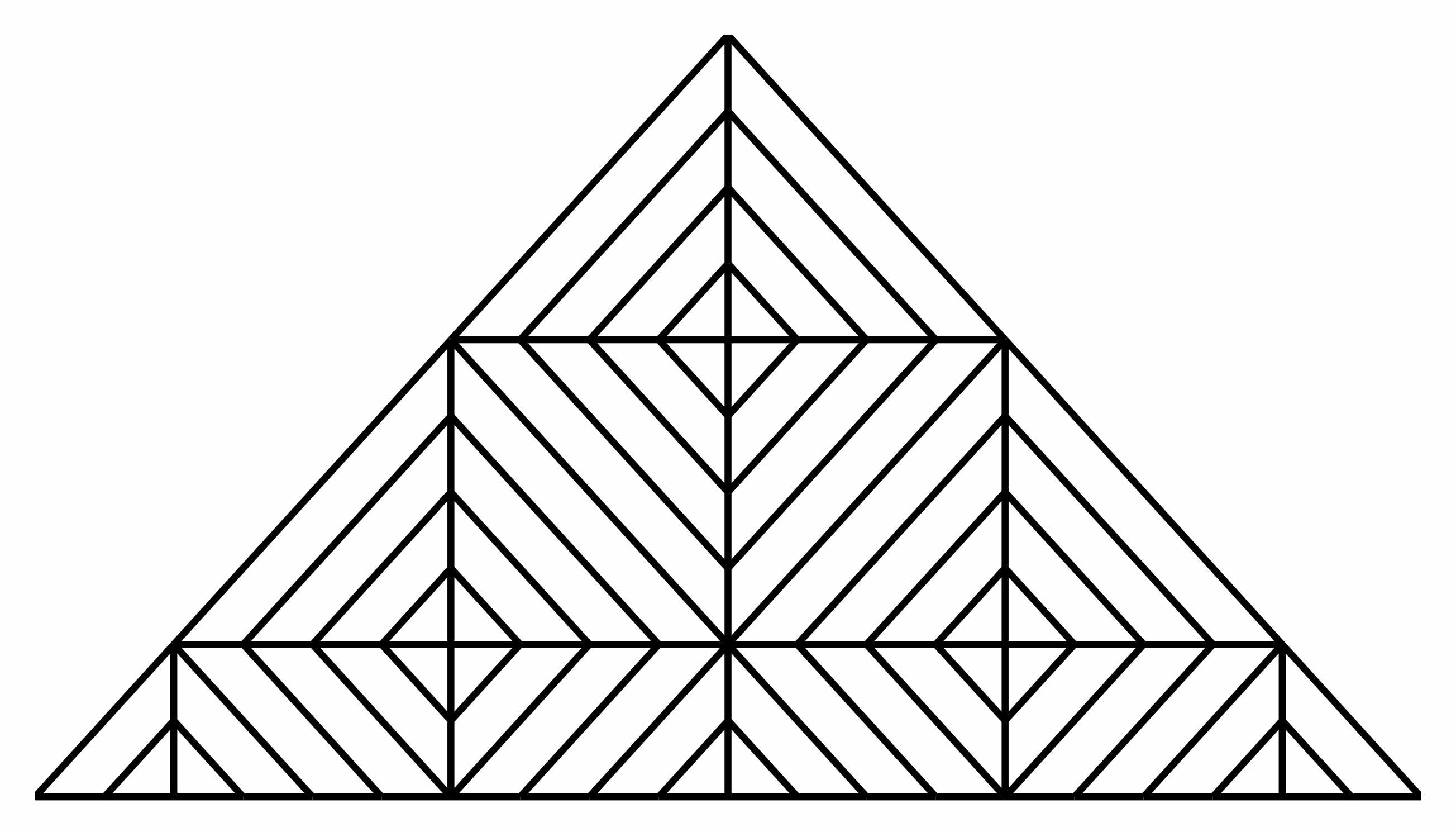
Původní skladba lomenice

Dům je poloroubený a je situován při silnici spojující obce Babice a Kosice. Obytná část stavení je roubená, dobře zachovaná. Dům měl bohatě členěnou lomenici rozdělenou původně na tři horizontální pásma, která byla dále dělena shora na dvě, čtyři a opět čtyři vertikální pole. Jednotlivá pole byla z prken skládána diagonálně, a to kolmo k obrysu štítu, nebo rovnoběžně s ním. Z původní lomenice se nicméně zachovala pouze dvě nejvyšší pole, zcela ve špici štítu. Dle fotografií z roku 1990 byla roubená část domu druhotně obezděna, nebo zcela nově vyzděna.
Stavba je zástupcem typického venkovského domu v oblasti Pocidliní. Jedná se o přízemní dům s dvojicí sdružených oken ve štítovém průčelí a se sedlovou střechou. Prostorová dispozice propojovala obytné a hospodářské prostory do jediné kvádrové hmoty.

## Galerie

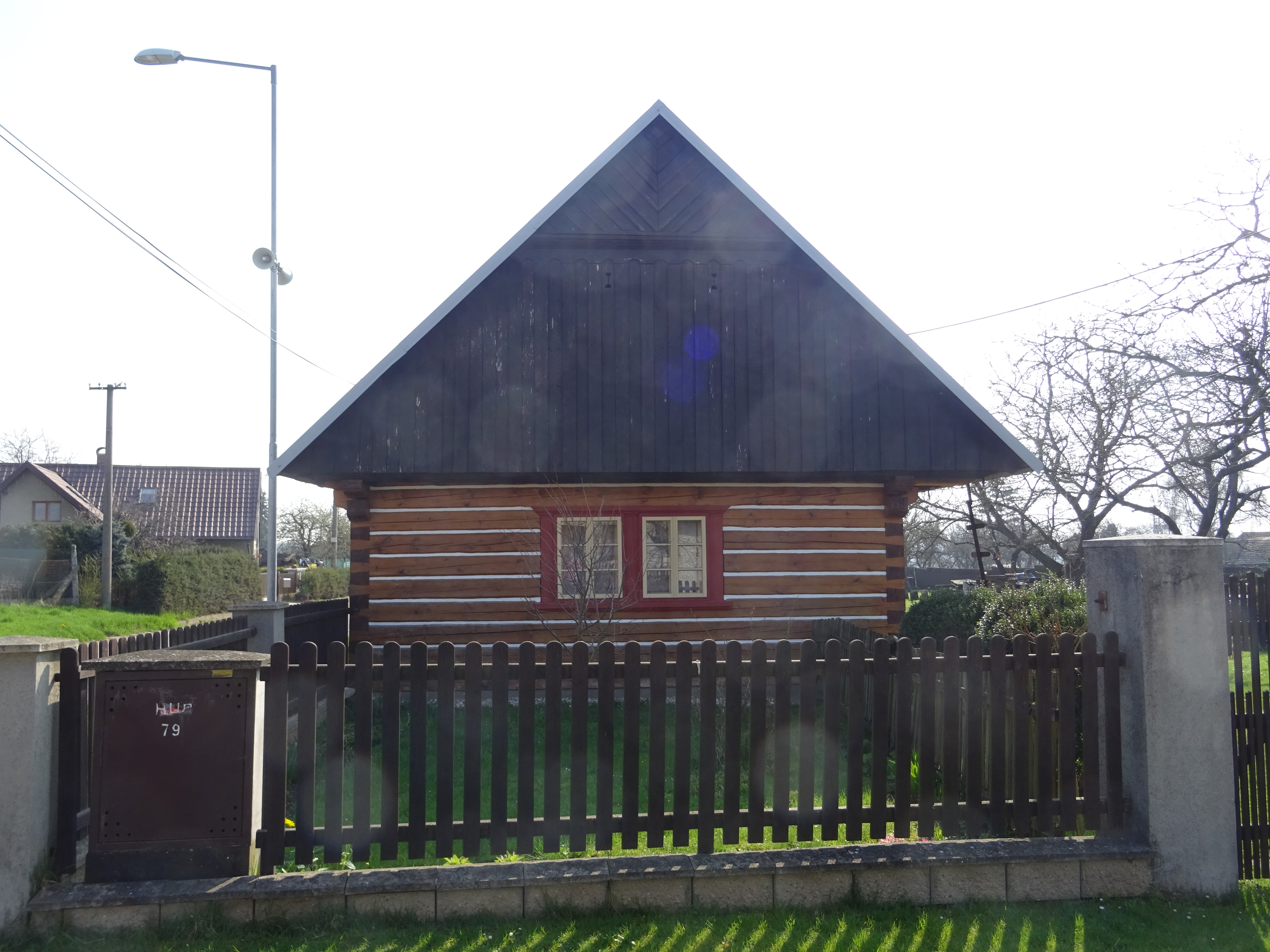
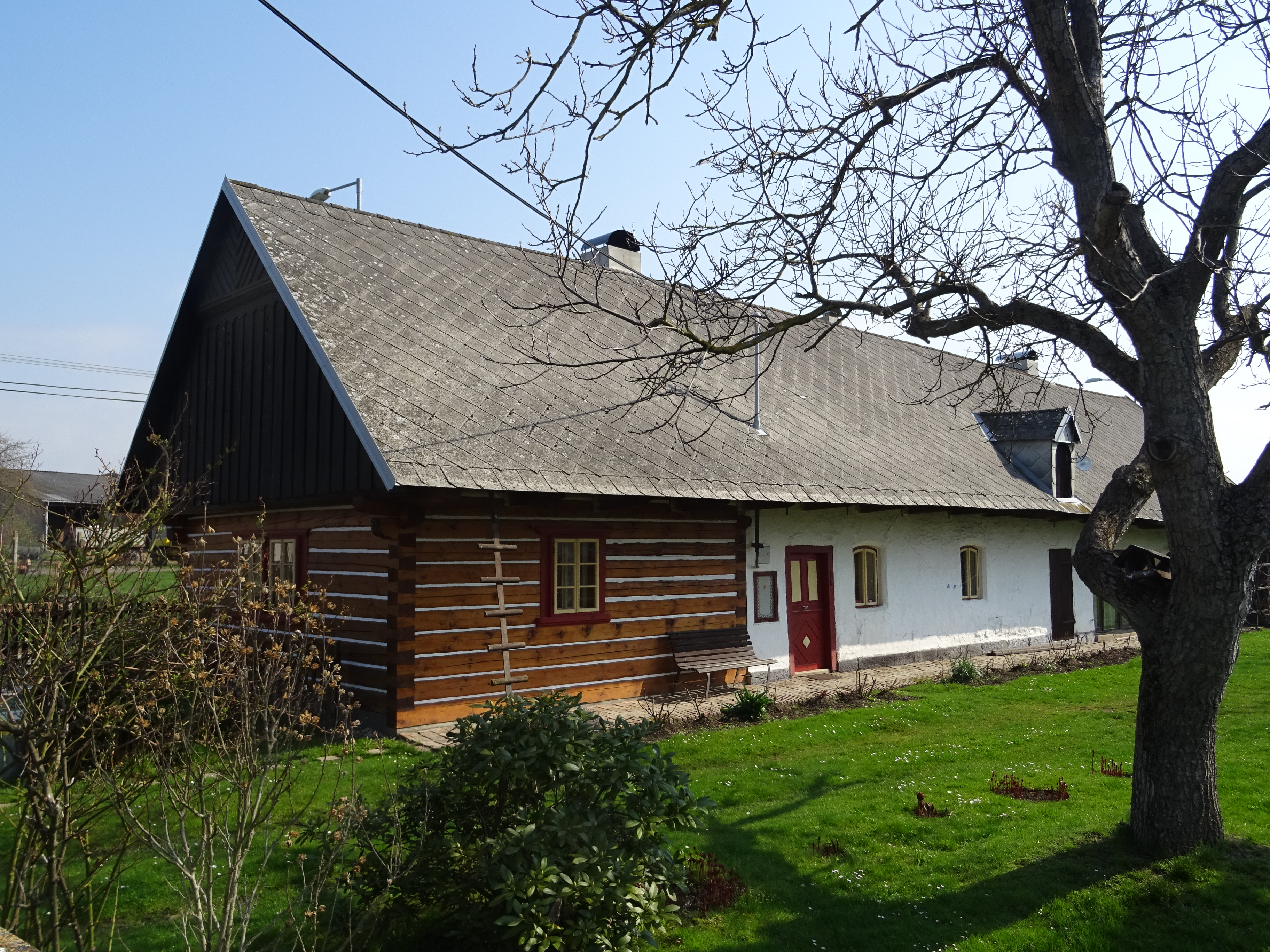